# Christa Höhs
Christa Höhs (* 3. Juli 1941 in Hamburg; † 14. September 2018) war Chefin der Agentur SEN!OR-MODELS (gegründet 1994). Höhs wurde selbst erst im Alter von 50 Jahren als Model tätig und stellte sich öffentlich aktiv gegen den „Jugendwahn“. 2013 erschien ihr Buch „Wenn ich alt bin, werde ich Model. Warum wir uns nicht kleinmachen sollten“ im Kailash Verlag.
Christa Höhs wurde am 13. November 2013 von der Robert-Bosch-Stiftung mit dem 1. Preis des deutschen Alterspreises ausgezeichnet.